# Kailash Satyarthi
Kailash Satyarthi (en hindi : कैलाश सत्यार्थी) est un militant indien des droits de l'enfant et du droit à l'éducation, né le 11 janvier 1954 à Vidisha (Madhya Pradesh) en Inde. Il est colauréat du prix Nobel de la paix 2014, avec Malala Yousafzai.

## Biographie

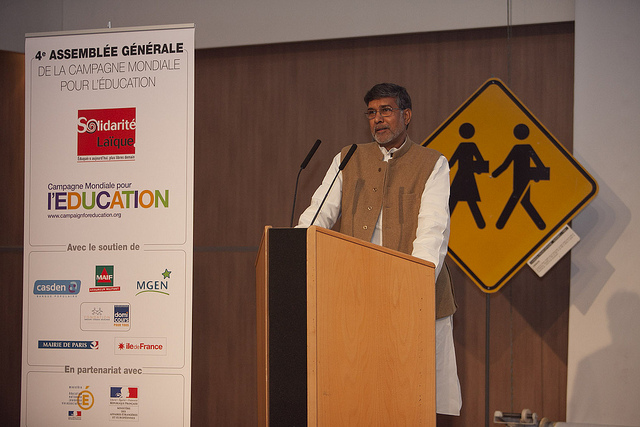
Kailash Satyarthi à l'assemblée de la Campagne mondiale pour l'éducation à Paris (France) en février 2011.

Kailash Satyarthi est ingénieur électricien de formation. Il a fondé en 1980 l'association Bachpan Bachao Andolan, « Mouvement pour sauver l'enfance ». Il a sauvé de nombreuses familles de l'esclavage dans les usines où elles devaient travailler pour rembourser leur prêt. Il est devenu avocat du droit des enfants contre le trafic d'enfants et l'abus sexuel sur mineur. Il est aussi à la tête de la Global March Against Child Labor, « Marche mondiale contre le travail des enfants ».
En mai 2019, il rencontre le dalaï-lama avec qui il est en discussion sur le thème de la compassion et la manière de l'intégrer au système éducatif indien afin de mieux préparer l'avenir de l'Inde en tant que modèle pour le monde.

## Récompenses
Pour son travail en faveur des enfants, Kailash Satyarthi a reçu :
- le Prix de la paix d'Aix-la-Chapelle en 1994 ;
- le Prix Robert F. Kennedy des droits de l'homme en 1995 ;
- le Friedrich Ebert Stiftung Human Rights Award en 1999 ;
- le Parliamentarians for Global Action's Defender of Democracy Award en 2009[2] ;
- le prix Nobel de la paix en 2014.

### Documentaire
- Enfants forçats, film réalisé par Hubert Dubois, avec Kailash Satyarthi, présentation en ligne [vidéo]